# أبو موسى المردار
هو عيسى بن صبيح، أبو موسى المُردار، إليه يرجع الفضل في انتشار الاعتزال في بغداد - بعد أن كان قد أسسه بشر بن المعتمر - وذلك بفضل شخصيته الزاهدة الورعة الناسكة، وبقوة لسانه وفصاحته، وقدرته على الوعظ وحسن القصص. توفي عام 226هـ = 841م.

## زهده
حضر مجلسه يوماً أبو الهذيل العلاف، فسمع قصصه بالعدل وحسن ثنائه على الله، ووصفه له بالإحسان إلى خلقه، والتفضل على عبيده، وإساءتهم إلى أنفسهم، وتقصيرهم فيما يجب لله عليهم، فبكى وقال: ((هكذا شهدت مجالس أشياخنا الماضيين أصحاب أبي حذيفة وأبي عثمان رضوان الله عليهم)).
و لما حضرت أبا موسى الوفاة أوصى ألّا يُورث ورثته من تركته، وان يُفرّق ما خلّف على المساكين، فقيل له: فلم ذلك؟ فذكر أن ماله لم يكن له، وأنه كان للفقراء، فخانهم إياه، ولم يزل ينتفع به طول حياته - يقول ذلك تزهداً-.

## اعتزاله
كان أبو موسى المردار غالٍ في الاعتزال، وكان يتساهل في التكفير، فكفر من قال إن الله يُرى بالأبصار، ومن قال أن أعمال العباد مخلوقة لله، وكفر من لابس السلطان، وكفر المشبهة والمجبرة.
و لعلّه أول من أشعل في بغداد فتنة خلق القرآن، فقد أثار المسألة بشكل يلفت الأنظار، ويغري بالجدال.

## موقفه من الفتنة بين الصحابة
وقف من الصحابة والأحداث السياسية موقف كثير من المعتزلة، فكان يتبرأ من عمرو بن العاص ومعاوية ومن كان في صفهما، وتوقف في الحكم على عثمان، فلم يحكم عليه بخير ولا بشر، لأنه خلط عملاً صالحاً وآخر سيئاً، ولكنه تبرأ من قاتليه، وشهد لهم بأنهم من أهل النار.

## أثره
إن المردار وتلميذيه الجعفرين (جعفربن مبشر وجعفر بن حرب) قد أظهروا في بغداد نوعاً من الاعتزال، ورِعاً زاهداً، فكانوا أشبه شيء بعمرو بن عبيد وواصل بن عطاء، وكانت سيرتهم سبباً في انتشار الاعتزال في بغداد.

## كتب أخرى يمكن الرجوع إليها
- فضل الاعتزال وطبقات المعتزلة، القاضي عبد الجبار المعتزلي
- تاريخ بغداد، الخطيب البغدادي